# 飛騨位山文化交流館
飛騨位山文化交流館（ひだくらいやまぶんかこうりゅうかん）は、岐阜県高山市一之宮町にある博物館（複合施設）。
高山市図書館一之宮分館を併設する。

## 概要
- 高山市歴史民俗資料館の一つである[2]。大野郡宮村の施設、飛騨位山文化交流館として2002年（平成14年）開館[1][3]。2005年（平成17年）に宮村が高山市へ編入された際も施設名の変更は行われていない[2]。
- 一之宮町（旧・宮村）の考古資料、歴史資料、民俗資料などを保管展示、また各種絵画の展示を行う。
- 臥龍桜日本画大賞展（高山市が開催する日本画の全国公募展。1990年から2004年までは宮村が開催）開催の会場である。

## 施設概要
- 常設展示室
- 企画展示室
- 研修室
- ロビー（交流サロン）

## 利用案内
- 所在地：岐阜県高山市一之宮町3095
- 開館時間：9:00 - 17:00
  - 展示室、研修室、交流サロン、高山市図書館一之宮分館は9:00 - 21:00（日曜、祝日を除く）
- 休館日：月曜日（月曜日が祝日の場合は翌日以降の平日）、年末年始（12月29日 - 1月3日）
- 入館料：無料

## 交通アクセス

### 公共交通機関
- JR高山本線飛騨一ノ宮駅下車、徒歩約25分

## 周辺施設
- 高山市役所一之宮支所
- 高山市立宮中学校
- 高山市立宮小学校
- 一之宮公民館